# Emilio De Marchi (författare)

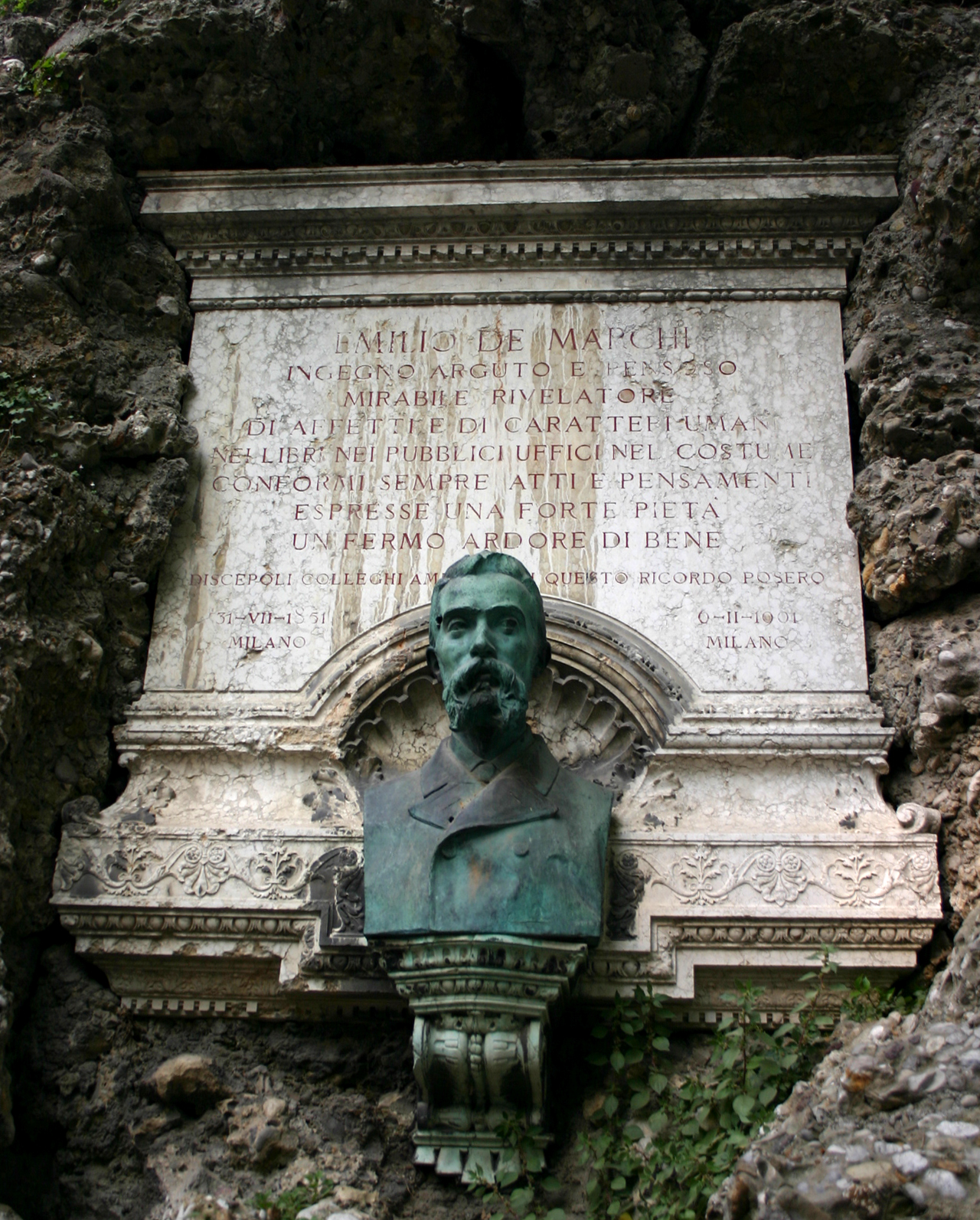
Emilio De Marchi.

Emilio De Marchi, född den 31 juli 1851 i Milano, död där den 6 februari 1901, var en italiensk författare och skolman.
De Marchi beklädde olika hedersplatser i Milano, såväl inom det kommunala livet som inom undervisningsområdet. Som författare är De Marchi, uppfostrad som han blev i Manzonis skola, 
känd främst genom sina romaner, av vilka särskilt den första, Demetrio Pianelli (1890), med ämne ur den lägre milanesiska borgarmiljön, väckte berättigat uppseende. Helena Nyblom skriver i Nordisk familjebok: "M. har ej någon dramatisk läggning, men skildrar i ett starkt objektivt framställningssätt fint och skarpt, hvad han iakttager. Språket kännetecknas af klarhet och enkelhet." Han anses även ha skrivit den första kriminalromanen på italienska med Il capello del prete (1888), utgiven på svenska 1894 med titeln Don Cirillos hatt. Hans övriga romaner är Arabella (1892), Redivivo (1894), Giacomo Videalista (1897) samt den postuma Col fuoco non si scherza (1901). De Marchi publicerade novellsamlingar, många i undervisande och moraliserande syfte. Men även inom lyriken var han förfaren (Poesie, 1875, Sonetti, 1878, Casa mia, 1882), och han försökte sig dessutom på ett lyriskt drama, Roncisval (1891). Till italiensk vers överflyttade han La Fontaines fabler (1886).